# 智利空军
智利空军（Fuerza Aérea de Chile，缩写为）是智利的空军，是智利军队的一部分。

## 历史
1910年12月20日智利軍事航空勤務隊（Servicio de Aviación Militar de Chile）成立，这是走向智利空军的第一步。虽然这支部队有一个飞行学校，但是最初的飞行员都被送到法国参加训练。1913年2月11日智利航空军校正式成立。这个军校一直作业到今天。
当时智利空军达到了许多里程碑，其中包括飞跃安第斯山脉以及长途飞行。当时主要使用的飞机有、布莱里奥11型、等。1929年3月5日智利空邮成立，它是军事航空的一部分。这个服务后来发展成今天的智利國家航空。1930年3月21日陆军和海军的现存飞行部队被集中到一起，归属空军部管理，这样产生了今天独立的空军。一开始它被叫做国家空军（Fuerza Aérea Nacional）。
1945年第一运输组成立，今天空军的组织开始浮现。后来这个组被改编为第十组。两年后智利空军完成了首次飞往南极洲的成果。在50年代里智利空军进入喷气式时代。1954年第七组是最早获得喷气式飞机的部队。智利的飞机来自美国和欧洲。美国飞机包括F-80戰鬥機、T-34教練機、F-5自由鬥士戰鬥機等。英国提供了F-74猎人，法国提供了不同的直升飞机和幻影5型。
智利空军与南美洲其它盟军一起举行演习。

## 军衔和佩章
智利空军的军衔佩章类似英國皇家空軍，但是加以修改来使得它成为智利空军独特的标志。佩章戴在领子和袖子上。将军级的军官领子上戴鹰。军校学生在领子上也有特殊标志。

### 军官军衔
智利空军的军官军衔系统和英国皇家空军的类似，只有将军级的有所作为不同。
- 空军上将（General del Aire）
- 空军中将（General de Aviacion）
- 空军少将（General de Brigada Aerea）
- 空军上校（Colonel de Aviacion）
- 空军中校（Comandante de Grupo）
- 空军少校（Comandante de Escuadrilla）
- 空军上尉（Capitan de Bandada）
- 空军中尉（Teniente）
- 空军少尉（Subteniente）
- 副尉
- 航空官学员（Cadete）

### 士兵军衔
- 一等准尉（Suboficial Mayor）
- 二等准尉（Suboficial）
- 空军上士（Sargento Primero）
- 中士
- 下士
- 准下士（Cabo Segundo）
- 空军一等兵（Soldado Primero）
- 空军二等兵（Soldado Secundo）
- 空军三等兵（Soldado Conscripto）

## 工业
智利有自己的航空工业，其最知名的产品是T-35皮兰教练机，这架飞机也有所出口。的组装也很脱手。除此之外智利的航空工业还对进口的飞机做小的修改。这个工业对空军来说非常重要。有报道说智利和巴西在谈判合作设计第一架南美洲自产的军用运输机。

## 人员
2006、2007年度智利空军共有1.06万人，其中包括700名役兵。

## 未来计划

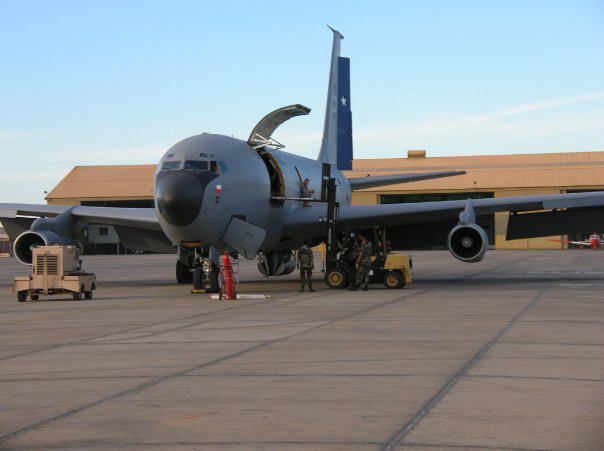
2010年2月第一架智利的波音KC-135E平流层加油机在圣地亚哥

美国向智利提供了十架新F-16戰隼戰鬥機，使得两支空军可以紧密合作。这十架飞机的售价、武备和维护总额为九亿美元。
包括在这批买卖内的还有聯合直接攻擊彈藥、AIM-9響尾蛇飛彈、AGM-65小牛飛彈和AIM-120先進中程空對空飛彈。智利空军的F-16战斗机也可以装备以色列制造的空对空导弹。智利空军的F-5至今为止一直在使用这些导弹。
美国空军向智利飞行员提供F-16飞行训练，以及训练智利的教官以使智利能够自己培养飞行员。此外美国空军也提供维护训练。
除此之外智利空军还从荷蘭皇家空軍购买了18架旧的F-16。这些飞机被更新，使得它们的装备现代化，它们取代了过时的20架幻影5型。
荷兰和智利政府证实荷兰将向智利出售另外18架老型的F-16。
最近智利招标要购买5.5吨起重的双引擎新式直升飞机。印度斯坦航空有限公司展示了北极星直升机参加招标。这架直升机拥有先进的驾驶舱、电子战设备和侦查设施。四架北极星共参加了107小时的测试。在伊基克该直升机在12,500英尺的山区和设施二度的低温下模拟寻找和救援工作，从圣地亚哥·德·智利飞行了3600千米到达阿里卡，并成功地在瓦尔帕莱索在船上降落，证明它能够在艰难的气候条件以及高地运行。虽然印度直升机达到了智利空军的部分要求，但是最后智利还是购买了12架新的Bell-412直升飞机。

## 组织
第一空军旅的总部在伊基克的空军基地，下属第一、二、三飞行大队、第24防空大队和第31电子预测大队。
第二空军旅的总部在圣地亚哥·德·智利的阿图罗·梅里诺·贝尼特斯准将国际机场，下属第九和第十飞行大队、防空高射炮和特种部队团（Regimiento de Artillería Antiaérea y FF.EE）、航空摄影队和空中技巧表演班。
第三空军旅的总部在蒙特港的空军基地，下属第五飞行大队、第25防空大队和第31电子防御大队。
第四空军旅的总部在蓬塔阿雷纳斯，下属第四、六、12飞行大队、第23防空大队、第33电子防御大队和第19南极洲探险队。
第五空军旅的总部在安托法加斯塔，下属第七和八飞行大队、第21防空大队和第34电子防御大队。

## 飞机
| 飞机                      | 来源          | 機种              | 型号                | 数目     | 注释                                                                                 |
| ------------------------- | ------------- | ----------------- | ------------------- | -------- | ------------------------------------------------------------------------------------ |
| E-3空中預警機             | 美国          | 空中预警机        | E-3D                | 3        | 英國皇家空軍退役飛機                                                                 |
| 波音KC-135                | 美国          | 空中加油機        | KC-135E KC-135R     | 1（2+）  | 为F-16提供空中加油服務，两架尚待供货                                                 |
| 比奇99                    | 美国          | 运输/巡逻         |                     | 6        | 在智利改装                                                                           |
| 比奇空中霸王/超级空中霸王 | 美国          | 工具              | 、200、300          | 1、1、1  | 当地民用航空使用                                                                     |
| UH-1直升機                | 美国          | 多用直升机        | UH-1H               | 10（4+） | 另从美国购买了四架二手货                                                             |
|                           | 美国          | 多用直升机        |                     | 3        |                                                                                      |
| 貝爾412                   | 美国          | 运输直升机        |                     | 4（12+） | 2007年11月又购买了12架新机                                                           |
| 波音737                   | 美国          | 运输 要员运输     | 737-500             | 1 1      |                                                                                      |
| 波音767                   | 美国          | 战略运输          | [ 8 ]               | 1        | 远程要员运输                                                                         |
|                           | 西班牙 · 智利 | 训练 攻击         |                     | 12+23=35 | 共12架，其中八架是智利自己生产的 共23架，其中22是智利自己生产的                      |
| CASA－C212运输机          | 西班牙        | 战略运输          | C-212-200 C-212-300 | 3        |                                                                                      |
| 塞斯纳206                 | 美国          | 多用              |                     | 2        |                                                                                      |
|                           | 美国          | 联络              |                     | 2        |                                                                                      |
|                           | 美国          | 攻击 侦查         |                     | 14       | 1973年买了34架，2005年另十架从美国空军借的归还美国。2009年所有飞机退役，投入国际市场 |
|                           | 美国          | 要员运输/训练     |                     | 4        |                                                                                      |
| 德哈維蘭加拿大DHC-6       | 加拿大        | 多用运输          |                     | 4 9      |                                                                                      |
|                           | 巴西          | 教练机            |                     | 12       | 2009年第三季度                                                                       |
| T-35皮蘭教練機            | 智利          | 教练机            |                     | 19 14    |                                                                                      |
|                           | 德国          | 空中表演          |                     | 6        | 空中技巧表演班的飞机，五架用来表演，一架训练                                         |
| 湾流四                    | 美国          | 要员运输          |                     | 4        |                                                                                      |
| 湾流三                    | 美国          | 要员运输          |                     | 1        | 在智利领空编号，在美国民运编号为                                                     |
| 里爾35                    | 美国          | 要员运输 航空摄影 |                     | 2        |                                                                                      |
| C-130運輸機               | 美国          | 战略运输          | [ 7 ] [ 7 ]         | 3 2      | 目前仅两架和一架在运行                                                               |
| F-16戰隼戰鬥機            | 美国 · 荷蘭   | 战斗机 入门教练机 |                     | 10 38    | 更多F-16将从荷兰买来，它们携带备用油箱，将改装成50型标准，是福克公司制造的           |
|                           | 德国          | 多用直升机        |                     | 1        | 五架被卖给民用市场                                                                   |
| /川崎重工业               | 德国 · 日本   | 多用直升机        |                     | 1        |                                                                                      |
| F-5自由鬥士戰鬥機         | 美国          | 战斗机 入门教练机 | [ 7 ] [ 7 ]         | 14 2     | 以色列改造（将在最近退伍）                                                           |
| 风笛手夏洛基              | 美国          | 多用              |                     | 10       |                                                                                      |
| 毕氏特制飞机              | 美国          | 航空表演          |                     | 1        |                                                                                      |
| 西科斯基S-70直升機        | 美国          | 运输直升机        | S-70i               | 6        |                                                                                      |

- 附注：运输波音707已经退伍，智利空军停止了购买空中客车的计划。